# Диспенсеры
Диспенсеры (Деспенсеры) (англ. Despenser, Despencer, De Spencer) — несколько знатных английских родов нормандского происхождения.

## История
Существовало несколько родов, представители которого подписывались le Despenser. Их название произошло от названия должности — dispensator (или стюарт). Неизвестно, существовало ли родство между этими родами. Сложность заключается ещё и в том, что их родословная была искажена недобросовестными усилиями многих герольдов и специалистов по генеалогии, старавшихся привязать к нему английский род Спенсеров, первый достоверно известный представитель которого жил в XIV веке.
Родоначальником первого рода был Роберт Диспенсер (ум. ок. 1098), известный также как Роберт Фиц-Турстен. Он был младшим братом Урса д’Абето, шерифа Вустера. Вместе с братом Роберт после нормандского завоевания Англии переселился из Нормандии в Англию. Около 1088 года Роберт стал диспенсатором (стюартом) короля Англии Вильгельма II. Он, судя по всему, не имел законных сыновей. Однако по мнению некоторых исследователей, его незаконным сыном мог быть Турстен ле Диспенсер, стюарт короля Генриха I, родоначальник Деспенсеров из Кингс Стенли.
Гораздо более известен другой род Диспенсеров. Его происхождение прослеживается до XI века. Родоначальником этого рода был Гуго де Берг. Его потомки владели имениями в Лестершире и служили графам Честера. Один из них, Хью I ле Диспенсер (ум. 1238), богатый землевладелец в Восточном Мидлендсе и главный шериф Беркшира, был тесно связан с Ранульфом де Блондевилем, 4-м графом Честера. По предположению Дж. Р. Мэддикотта, Хью был стюартом графа. Его сын, Хью II (ум. 1265), был другом и верным соратником Симона де Монфора, 6-го графа Лестера, во время баронского восстания против короля Англии Генриха III. Хью пользовался положением барона, из-за чего его иногда называют бароном Диспенсером, а также был юстициарием Англии. Он погиб во время битвы при Ившеме. Однако благодаря заступничеству тестя, Филиппа Бассета, владения Хью не были конфискованы, а унаследованы сыном Хью II — Хью III (1261—1326), бывшим в момент гибели отца ребёнком.
Хью III, больше известный как Диспенсер Старший, был способным администратором и дипломат, он верно служил королям Эдуарду I и Эдуарду II. Вместе со своим сыном Хью IV (ум. 1326), больше известным как Диспенсер Младший, он пользовался безграничным влиянием на короля Эдуарда II. В 1322 году Диспенсеры стали фактическими правителями Англии. Хью Старший при этом получил титул графа Винчестера, Хью Младший же старался получить титул графа Глостера. Однако в 1326 году они были свергнуты и казнены, а их владения и титулы были конфискованы.
Только в 1338 году Хью V ле Диспенсеру (ок. 1308—1349), удалось вернуть титул барона Диспенсера, однако детей он не оставил. Позже для его племянника, Эдварда (1336—1375), титул был восстановлен. А для сына Эдварда, Томаса (1373—1400), был возрождён титул графа Глостера. Однако в 1400 году Томас, пытавшийся освободить свергнутого короля Ричарда II, был казнён. Его единственный сын умер в 1414 году бездетным. А после смерти в 1424 году бездетного брата Томаса Хью род угас.
Существовала также младшая линия рода, родоначальником которой стал Филип ле Диспенсер, младший сын Хью IV Младшего. Его внук, Филипп (III) (ум. 1401) в 1387 году получил баронский титул. Она угасла по мужской линии в 1424 году после смерти Филиппа (IV). Его владения и титул унаследовала дочь Марджери (ум. 1378), последняя представительница рода Диспенсеров.

## Генеалогия
Гуго (Хью) де Берг; жена: дочь N де Квиниборо
- Анскетиль де Берг из Бёртона
  - Хью де Берг (де Престволд)
    - Анскетиль де Престволд из Бёртона
      - Томас
      - Элиас

    - Томас ле Диспенсер из Бёртона (умер в 1207)
      - Томас (умер в 1218)
      - Хью I ле Диспенсер (умер 23 февраля/30 мая 1238), богатый землевладелец в Восточном Мидлендсе, главный шериф Беркшира; жена: N де Квинси, дочь Сэйра IV де Квинси, 1-го графа Уинчестера
        - Хью II (до 1223 — 4 августа 1265), 1-й барон Диспенсер, главный юстициарий Англии 1260—1261, 1263—1265; жена: примерно с 1260 Алина Бассет (около 1241/1249 — до 11 апреля 1281), дочь Филиппа Бассета и Хафизы Лувенской.
          - Хью (III) Старший (1 марта 1261 — 27 ноября 1326), 2-й барон ле Диспенсер с 1265, 1-й граф Уинчестер с 1322, юстициарий Ирландии 1296—1307, 1307—1311, 1311—1314, 1324—1326, лорд-хранитель Пяти портов в 1320, советник английского короля Эдуарда II; жена: Изабелла де Бошан (умерла в 1306), дочь Уильяма де Бошана, 9-го графа Уорика, и Матильды (Мод) ФицДжон, вдова сира Патрика де Чауорта, лорда Кидвелли
            - Хью (IV) Младший (умер 24 ноября 1326), 3-й барон ле Диспенсер с 1314, фаворит короля Эдуарда II; жена: с 1306 (после 14 июня, Вестминстер) Элинор де Клер (около 1292 — 30 июня 1337), дочь Гилберта де Клера, 7-го графа Хертфорда и 4-го графа Глостера, и английской принцессы Джоанны Акрской, дочери короля Эдуарда I
              - Хью (V) (1308 — 8 февраля 1349), 2/4-й барон ле Диспенсер с 1338; жена: с 27 апреля 1341 Элизабет (умерла 31 мая 1359), дочь Уильяма Монтегю, 1-го графа Солсбери
              - Жильбер (около 1309—1381), Диспенсер из Мелтон Моубрей
              - Эдвард (около 1310 — 30 сентября 1342), рыцарь; жена: с 20 апреля 1335 Энн де Феррерс (умерла 8 августа 1367), дочь Уильяма де Феррерса, 1-го барона Феррерс из Гроуби
                - Эдвард (24 марта 1336 — 11 ноября 1375), 1/5-й барон ле Диспенсер; жена: Элизабет де Бергерш (около 1342 — 26 сентября 1409), дочь Бартоломью де Бергерша, 2/4-го барона Бергерша
                  - Энн (1458 — 30/31 октября 1426); 1-й муж: Хью Гастингс из Элсинга (умер в 1386); 2-й муж: Томас Морли (умер 24 сентября 1416/1417), 4-й барон Морли
                  - Сисели (умерла во младенчестве)
                  - Маргарет (1360—1411); муж: Роберт Феррерс (31 октября 1357 или 1359 — 12/13 марта 1413), 5-й барон Феррерс из Чартли с 1367
                  - Элизабет (1367 — 10/11 апреля 1408); 1-й муж: Джон Фицалан (1365—1391), лорд Мальтраверс; 2-й муж: Уильям Ла Зуш (до 1342 — 13 мая 1396), 3-й лорд Ла Зуш из Харингуорта
                  - Эдвард
                  - Томас (22 сентября 1373 — 17 января 1400), 2/6 барон ле Диспенсер с 1375, граф Глостер с 1397; жена: с 16 апреля 1385 Констанс (около 1374 — 28 ноября 1416), дочь Эдмунда Лэнгли, 1-го герцога Йорка
                    - Эдвард (умер во младенчестве)
                    - Ричард (1396 — 7 октября 1414), барон Бургерш с 1409; жена: после 23 мая 1412 Элеанор Невилл (умерла в 1472), дочь Ральфа де Невилла, 1-го графа Уэстморленда
                    - Хью (умер в 1401)
                    - Элизабет (около 1398 — молодой)
                    - Изабель (26 июля 1400 — 27 декабря 1439); 1-й муж: с 27 июля 1411 Ричард де Бошан (около 1397 — 18 марта 1422), 2-й барон Абергавенни с 1411, 1-й граф Вустер с 1421; 2-й муж: с 26 ноября 1423 Ричард де Бошан (25/28 января 1382 — 30 апреля 1439), 13-й граф Уорик с 1401

                  - Хью (умер в 1424)

                - Томас (около 1337 — ?)
                - Гилберт (около 1341 — ?)
                - Генри (1341/1342 — 23 августа 1406), епископ Нориджа с 1370
                - Энн (около 1346 —?)

              - Джон (около 1311 — июнь 1336)
              - Изабель (ок. 1312—1356); муж: с 1321 (аннулирован в 1344) Ричард Фицалан (около 1313 — 24 января 1376), 10-й граф Арундел
              - Элинор (около 1315—1351), монахиня Семпрингхэмского монастыря
              - Джоан (около 1317—1384), монахиня аббатства Шефтсбери
              - Маргарет (около 1319—1337), монахиня Вэттонского монастыря
              - Элизабет (около 1325 — 13 июля 1389); муж: с 1338 Морис де Беркли (1330 — 8 июня 1368), 4-й барон Беркли

            - Эйлин (умерла до 28 ноября 1353); муж: Эдвард Бёрнелл
            - Изабель (умерла 4/5 декабря 1334); 1-й муж: Джон Гастингс (6 мая 1262 — 10 февраля 1313), 1-й барон Гастингс; 2-й муж: ранее 20 ноября 1318 Ральф де Монтермар (около 1261/1262 — 5 апреля 1325), 1-й барон Монтермар с 1309, 1-й граф Глостер и 1-й граф Хертфорд 1297—1307, 1-й граф Атолл 1306—1307/1308
            - Филип (I) ле Диспенсер из Парлингтона (умер 24 сентября 1313), родоначальник младшей линии дома; жена: Маргарет Гоуселл (12 мая 1294 — 29 июля 1349), дочь Ральфа де Гоуселла из Коксхилла
              - Филип (II) ле Диспенсер из Кэмойс Мэнор (06 апреля 1313 — 22/23 августа 1349); жена: Джоан Кобхэм, дочь Джона де Кобема, 2-го барона Кобема
                - Филип ле Диспенсер (18 октября 1342 — 04 августа 1401), 1-й барон ле Диспенсер из Гоксхилла и Кэмойс Мэнора с 1387; жена: Элизабет
                  - Филип ле Диспенсер из Неттлестида (умер 20 июня 1424), 2-й барон ле Диспенсер из Гоксхилла и Кэмойс Мэнора с 1401; жена: Элизабет де Тибетот (1371—?), дочь Роберта де Тибетота, 3-го лорда Тибетота
                    - Марджери ле Диспенсер (умерла 20 апреля 1478), 3-я баронесса ле Диспенсер; 1-й муж: Джон де Рос (1396—1421), 7-й барон де Рос; 2-й муж: Роджер Уэнтворт из Неттлестида (умер 24 октября 1445)

          - Алиенор (умерла 11 октября 1328); муж: Хью де Куртене (умер 28 февраля 1291), лорд Окгемптон
          - Джоан; муж: до 1272 Томас де Фёрниволл (умер в 1332), 1-й барон Фёрниволл
          - Энн; муж: Уильям де Феррерс из Гроуби (около 1240 — до 20 декабря 1287)

        - Пернелл; муж: Джефри ле Совадж из Хинтса (умер до 4 ноября 1230)
        - (?) дочь; муж: Роджер де Сен-Джон (умер 4 августа 1365)

      - Рохеза; муж: Стефан де Сегрейв (умер в 1241), юстициарий Англии
      - Генри
      - Роберт
      - Джефри ле Диспенсер из Марта (умер в 1251); жена: Эмма д’Аркур (умерла после 1265), дочь Ричарда д’Аркура
        - Джон ле Диспенсер (умер в 1275); жена: Джоан (умерла в 1266), дочь Роберта де Лоу из замка Чарльтон

    - Элиас из Арнесби и Лоборо
    - Джефри ле Деспенсер (умер после 1153), стюарт графа Честера
    - Иво де Алспат (умер после 1153), констебль Ковентри